# Konami ZR-107
Konami ZR-107 es una placa de arcade creada por Konami destinada a los salones arcade.

## Descripción
El Konami ZR-107 fue lanzada por Konami en 1995.
Posee un procesador PowerPC 403e de 32-bit RISC trabajando a 32 MHz. y tiene un procesador de sonido 68000 manejando el  chip de audio K058141.
En esta placa funcionaron 3 títulos, todos de conducción.

## Especificaciones técnicas

### Procesador
- PowerPC 403e 32-bit RISC @ 32 MHz

### Audio
- 68000 @ 8 MHz
- Analog Devices ADSP-21062 (SHARC) 32-bit floating point DSP @ 36 MHz

Chips de Sonido:
- - K058141 (equivalente a 2x K054539)

## Lista de videojuegos
- Midnight Run: Road Fighter 2
- Road Rage / Speed King
- Winding Heat